# ذخیره‌گاه طبیعی خوپیور
ذخیره‌گاه طبیعی خوپیور (انگلیسی: Khopyor Nature Reserve) یک ذخیره‌گاه و منطقه حفاظت شده در استان ورونژ کشور روسیه است.